# Новобогородицьке (Петропавловський район)
Новобогородицьке (рос. Новобогородицкое) — село у Петропавловському районі Воронезької області Російської Федерації.
Населення становить 731 особу. Входить до складу муніципального утворення Новобогородицьке сільське поселення.

## Історія
Населений пункт розташований у межах суцільної української етнічної території, частини Східної Слобожанщини. До Перших визвольних змагань належав до Воронезької губернії.
Згідно із законом від 15 жовтня 2004 року входить до складу муніципального утворення Новобогородицьке сільське поселення.

## Населення
| 2010 |
| ---- |
| 731  |